# Davenport (Greater Manchester)

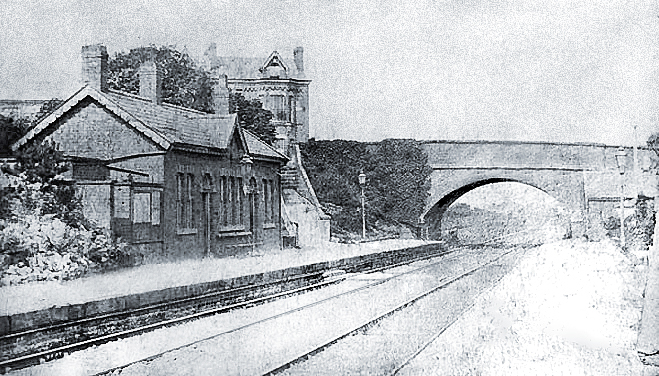
Bahnhof von Davenport um 1870

Davenport ist ein Stadtteil von Stockport in Greater Manchester, England. 2011 lebten dort laut Volkszählung 14.924 Einwohner. Der Bahnhof von Davenport liegt an der Eisenbahnstrecke zwischen dem Bahnhof Manchester Piccadilly und Buxton. Die Station wurde am 1. März 1858 eröffnet, die Strecke wird heute von Arriva Rail North bedient und jährlich von 200.000 bis 300.000 Fahrgästen genutzt. Der Bahnhof und damit auch der Ortsname gehen auf die Familie Davenport zurück, die hier seit dem 14. Jahrhundert ansässig war.